# Brisbane Broncos
Brisbane Broncos es un club profesional de rugby league australiano con sede en la ciudad de Brisbane, la capital del estado de Queensland. Creado en 1988, juega en la competición de élite de Australia, la National Rugby League (NRL).
Los Brisbane Broncos han ganado seis títulos y dos World Club Challenge. También han logrado cuatro primeros ministros menores durante sus 22 años en la competencia, por lo que es el club más laureado de la liga en las últimas dos décadas. Los Brisbane Broncos nunca han sido derrotados en una gran final, aunque entre 1991 y 2009 no pudieron clasificarse para la final. Son el club más exitoso desde que la National Rugby League comenzara en 1998, ganando un récord de tres primeros ministros en esta época. En 2010, Brisbane terminó 10º en la temporada regular, no quedando clasificados para las semifinales por primera vez en 19 años.
Los Brisbane Broncos también son uno de los clubes más exitosos en la historia de la Liga de rugby, después de haber ganado el 63% de sus juegos desde su creación en el año 1988, sólo superados por los Melbourne Storm con un 64%.

## Palmarés

### Campeonatos Mundiales
- World Club Challenge (2): 1992, 1997.

### Campeonatos Nacionales
- National Rugby League (6): 1992, 1993, 1997, 1998, 2000, 2006
- Minor Premiership (4): 1992, 1997, 1998, 2000